# Cesária Évora
Cesária Évora (Mindelo, 27 de agosto de 1941 – São Vicente, 17 de diciembre de 2011) fue una cantante caboverdiana conocida con el sobrenombre de «la reina de la morna». También era conocida como «la diva de los pies descalzos», debido a su costumbre de presentarse descalza sobre los escenarios, en solidaridad con los desamparados y las mujeres y los niños pobres de su país.

## Biografía
Cise, como era conocida por sus amigos, comenzó a cantar y a hacer actuaciones los domingos en la plaza principal de su ciudad, acompañada por su hermano Lela, al saxofón. Mas su vida está intrínsecamente ligada al barrio de Lombo, en las inmediaciones del cuartel del ejército portugués, donde cantó con compositores como Gregório Gonçalves. A los 16 años, Cesária comenzó a cantar en bares y hoteles y, con la ayuda de algunos músicos locales, ganó mayor notoriedad en Cabo Verde, y fue proclamada la "Reina de la Morna".
A los veinte años fue invitada a trabajar como cantante para el Congelo - compañía de pesca creada por capital local y portugués -, recibiendo conforme a las actuaciones que hacía. En 1975, año en que Cabo Verde adquirió la independencia, Cesária, frustrada por cuestiones personales y financieras, aliados a la dificultad económica y política del joven país, dejó de cantar para poder sostener a su familia. Durante este período, que se prolongó por diez años, Cesária tuvo que luchar contra el alcoholismo. Igualmente, Cesária llamó a ese período de tiempo sus Dark Years (sus "años oscuros").
Animada por Bana (cantante y empresario caboverdiano radicado en Portugal), Cesária Évora volvió a cantar, y se presentó en Portugal. En Cabo Verde, un francés llamado José da Silva la persuadió de ir a París, y allí acabó por grabar un nuevo álbum en 1988, La diva aux pieds nus ("La diva de los pies descalzos") - que es como se presenta en los palcos. Este álbum fue aclamado por la crítica, y la impulsó para iniciar la grabación del álbum Miss Perfumado en 1992. Éste logró vender 300.000 a nivel mundial e incluía una de sus canciones más famosas, "Sodade".
Desde entonces fijó su residencia en la capital francesa. Cesária se volvió una estrella internacional a los 47 años de edad.
El blues caboverdiano de Cesária Évora en general habla de la larga y amarga historia de aislamiento del país y del comercio de esclavos, así como de la emigración, ya que se dice que el número de caboverdianos que viven en el exterior es mayor que la población total del país.
La voz afinada de Cesária Évora, acompañada de instrumentos que dan un toque melancólico, resalta lo emocional en su música, y los oyentes que no entienden su lengua consiguen percibir las emociones en sus canciones.
Participó en 1995 en la pista sonora que Goran Bregovic compuso para la película Underground, de Emir Kusturica.
En 2002, colabora en el disco "Duets" del legendario músico cubano Compay Segundo, con el que interpreta el popular son Lágrimas negras.
En 2004 ganó el premio Grammy al Mejor álbum contemporáneo de world music por Voz d'amor.
En 2007 el presidente de Francia Jacques Chirac le otorgó la medalla de la Legión de Honor.
Después de diversas complicaciones de salud, incluida una operación a corazón abierto en el 2010, la cantante anunció su retirada de la música, y canceló los conciertos que tenía previstos el 23 de septiembre de 2011.

## Muerte
Cesária Évora murió el sábado 17 de diciembre de 2011 a los 70 años, en el Hospital Baptista de Sousa, en Mindelo, donde se encontraba internada con un cuadro de insuficiencia respiratoria y edema pulmonar. Unas horas antes de su muerte atendió al periodista español Marc Serena en su domicilio particular, que lo explicó en un artículo.

## Discografía
Álbumes de estudio
- 1988 - La Diva aux pieds nus
- 1990 - Distino di Belita
- 1991 - Mar Azul
- 1992 - Miss Perfumado
- 1995 - Cesária
- 1997 - Cabo Verde
- 1999 - Café Atlântico
- 2001 - São Vicente di Longe
- 2003 - Voz d'amor
- 2006 - Rogamar
- 2010 - Cesária Évora &...
- 2013 - Mâe carinhosa (álbum póstumo)

Álbumes compilatorios
- 1994 - Sodade, Les plus belles mornas de Cesária
- 2002 - Cesária Évora Anthology
- 2003 - Club Sodade - Cesária Évora by... (álbum de remixes)
- 2008 - Radio Mindelo
- 2009 - Nha sentimento
- 2009 - Capo Verde, terra d'amore - vol. 1
- 2010 - The Essential Cesaria Evora
- 2011 - Capo Verde, terra d'amore - vol. 2
- 2012 - Capo Verde, terra d'amore - vol. 3
- 2013 - Capo Verde, terra d'amore - vol. 4
- 2014 - Capo Verde, terra d'amore_in Jazz - vol. 5
- 2015 - Greatest Hits

## Video
Live d'amor (Paris 2004)
https://www.youtube.com/watch?v=GrDHCxXF318